# Anakpawis
L'Anakpawis (in italiano "Figli della Classe Operaia") è una lista elettorale filippina di sinistra volta a rappresentare gli interessi della classe lavoratrice.
Fondato al termine del 2003 da vari attivisti di sinistra, rappresenta il sindacato Kilusang Mayo Uno nel Parlamento filippino.
È una forza politica simpatizzante del Partito Comunista di Jose Maria Sison e del Nuovo Esercito Popolare, entrambi considerati organizzazioni terroristiche dalle Forze armate delle Filippine.

## Risultati elettorali
| Anno | Voti    | %    | +/-  | Seggi   | +/-     |
| ---- | ------- | ---- | ---- | ------- | ------- |
| 2004 | 538 396 | 4,23 |      | 2 / 261 |         |
| 2007 | 370 261 | 2,32 | 1,91 | 2 / 270 | Stabile |
| 2010 | 447 201 | 1,50 | 0,82 | 1 / 286 | 1       |
| 2013 | 321 110 | 1,17 | 0,33 | 1 / 292 | Stabile |
| 2016 | 367 376 | 1,13 | 0,04 | 1 / 297 | Stabile |
| 2019 | 145 915 | 0,53 | 0,6  | 0 / 304 | 1       |

## Rappresentanti in Parlamento
Alle elezioni parlamentari del 2019 l'Anakpawis ha eletto 5 deputati al Parlamento filippino.

### Camera dei deputati
Crispin Beltran, Ariel Casilao, Fernando Hicap, Joel Manglungsod, Rafael Mariano.